# Bloeduitstorting

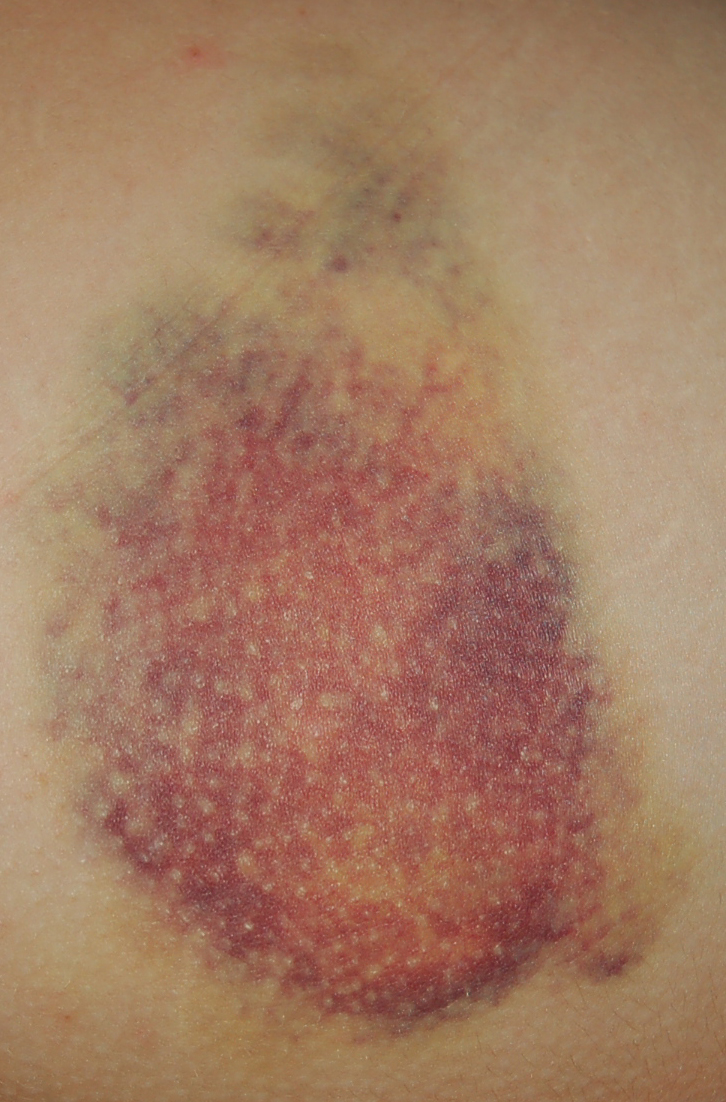
Voorbeeld van een bloeduitstorting

Met een bloeduitstorting of hematoom wordt een situatie bedoeld waarbij bloed het vaatbed verlaat (bloeding) en zich ergens in het lichaam ophoopt.

## Terminologie
Een ecchymose is een 'normale' blauwe plek. Een purpura is een net onder de huid liggende grotere blauwpaarse plek. Petechiën zijn kleine puntbloedinkjes, ter grootte van een speldenknop. Een hematoom in meer strikte zin is een bloeduitstorting die met een zekere zwelling gepaard gaat, een buil.

## Voorkomen en beloop
Het meest voorkomende hematoom is de gewone 'blauwe plek', een zichtbare plek op de huid waar, meestal door uitwendig geweld, een kneuzing van bloedvaatjes is opgetreden zodat bloed in het weefsel is gelekt. Dit wordt door het lichaam weer afgebroken en geresorbeerd. De aanvankelijk rood of blauwig doorschemerende plek verandert van kleur, het afgebroken hemoglobine wordt omgezet in bilirubine dat de plek (samen met de blauwe kleur) groenig of (weer later) geel kleurt, en na enkele dagen tot weken is de plek genezen.
Ouderen krijgen gemakkelijker blauwe plekken dan jongeren, omdat hun huid en andere weefsels minder flexibel zijn. Hun huid is bovendien dunner.

## Diepere hematomen
Hematomen kunnen ook dieper liggen en dan aanvankelijk geen opvallende verkleuring tonen, maar wel een zwelling: de buil. Als er behalve oedeem ook een hematoom bestaat in een buil dan zakt het bloed vaak in de daaropvolgende dagen uit en ontstaan blauwe verkleuringen die weleens op enige afstand kunnen liggen van het oorspronkelijke letsel, bijvoorbeeld langs de voetrand bij verstuikte enkels.

## Bijzondere hematomen

### Inwendig hematoom
Inwendige hematomen binnen de schedelholte, zoals het epidurale hematoom en het subdurale hematoom kunnen gevaarlijk zijn door verdringing van het hersenweefsel. Inwendige hematomen in de buik- of borstholte kunnen gevaarlijk zijn door ongemerkte verbloeding als ze zo groot worden dat de hoeveelheid circulerend volume te klein dreigt te worden: shock.

### Brilhematoom
Een brilhematoom is een bloeduitstorting in het onderhuidse bindweefsel rondom de ogen. Er ontstaat dan een rode of paarse gezwollen ring rond de ogen die lijkt op een bril.

## Verhoogde bloedingsneiging
Door een versterkte bloedingsneiging hebben mensen die stollingsbeïnvloedende medicatie gebruiken, zoals aspirine of coumarinederivaten, eerder hematomen. Dit is ook het geval bij stollingsstoornissen en een verhoogde fragiliteit van de vaatwand, bijvoorbeeld bij chronisch gebruik van corticosteroïden.